# Heilige-Familiekerk (Brandhoek)

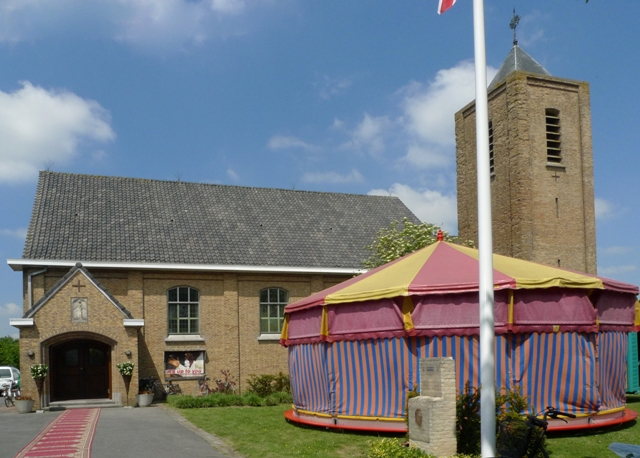
Kerk van de Heilige Familie

De Heilige-Familiekerk was de voormalige parochiekerk van de tot de West-Vlaamse deelgemeente Vlamertinge behorende plaats Brandhoek, gelegen aan Poperingseweg 428A.

## Geschiedenis
Vanouds kerkten de inwoners van Brandhoek in de parochiekerk van het 2 km verderop gelegen Vlamertinge, maar er ontstond behoefte aan een eigen kerkgebouw. Deze kerk werd ontworpen door J. Gits. Op 19 juni 1960 werd de kerk ingewijd door bisschop Emiel Jozef De Smedt.
Begin 21e eeuw werd de kerk onttrokken aan de eredienst. Hij werd daarna gebruikt als stiltecentrum in afwachting van een definitieve -bij voorkeur sociale- bestemming.
In 2024 werd bekend dat hij zou worden afgebroken en plaats zou maken voor een ontmoetingsplein. In de zomer van datzelfde jaar werd de kerk uiteindelijk volledig gesloopt.

## Gebouw
Het betrof een eenvoudige bakstenen zaalkerk die naar het noordoosten georiënteerd was. Het kerkje had een aangebouwde vierkante toren, gedekt door een tentdak. Een toegangsportaal bevond zich in het zuidwesten tegen de gevel.